# آرتمیسا (کوبا)
آرتمیسا (به اسپانیایی: Artemisa) یک منطقهٔ مسکونی در کوبا است که در استان آرتمیسا واقع شده‌است. آرتمیسا ۶۹۰ کیلومتر مربع مساحت و ۸۱٬۲۰۹ نفر جمعیت دارد و ۵۰ متر بالاتر از سطح دریا واقع شده‌است.